# 셜록 홈즈의 귀환
《셜록 홈즈의 귀환》(The Return of Sherlock Holmes)은 영국 작가인 아서 코넌 도일이 쓴 13개의 셜록 홈즈 단편 소설 모음집이다.

## 역사
《셜록 홈즈의 귀환》은 1905년 3월 7일 조지 뉴웬스(Georges Newnes, Ltd) 출판사에 의해 처음으로 출판되었다. 초판은 30,000부가 발행되었다. McClure, Phillips & Co.가 출판한 미국판은 28,000부를 더 발행했다.

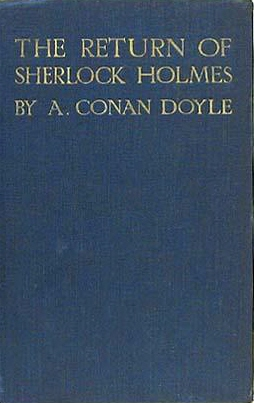
《셜록 홈즈의 귀환》 표지

《셜록 홈즈의 귀환》은 1893년 홈즈가 《마지막 사건》에서 사망한 이후 첫 홈즈 모음집이었다. 홈즈 사망 이전을 배경으로 한 《바스커빌 가문의 개》가 1901 ~ 1902년에 출판되었기 때문에 코넌 도일은 홈즈를 살려야 한다는 압박을 받고 있었다.

## 내용
- 《빈집의 모험》 (The Adventure of the Empty House)
- 《노우드의 건축업자》 (The Adventure of the Norwood Builder)
- 《춤추는 사람》 (The Adventure of the Dancing Men)
- 《자전거 타는 사람》 (The Adventure of the Solitary Cyclist)
- 《프라이어리 학교》 (The Adventure of the Priory School)
- 《블랙 피터》 (The Adventure of Black Peter)
- 《찰스 오거스터스 밀버턴》 (The Adventure of Charles Augustus Milverton)
- 《여섯 점의 나폴레옹 상》 (The Adventure of the Six Napoleons)
- 《세 학생》 (The Adventure of the Three Students)
- 《금테 코안경》 (The Adventure of the Golden Pince-Nez)
- 《실종된 스리쿼터백》 (The Adventure of the Missing Three-Quarter)
- 《애비 그레인지 저택》 (The Adventure of the Abbey Grange)
- 《두 번째 얼룩》 (The Adventure of the Second Stain)